# Sosanella apalea
Sosanella apalea är en ringmaskart som beskrevs av Hartman 1965. Sosanella apalea ingår i släktet Sosanella och familjen Ampharetidae. Inga underarter finns listade i Catalogue of Life.